# 치핑노턴

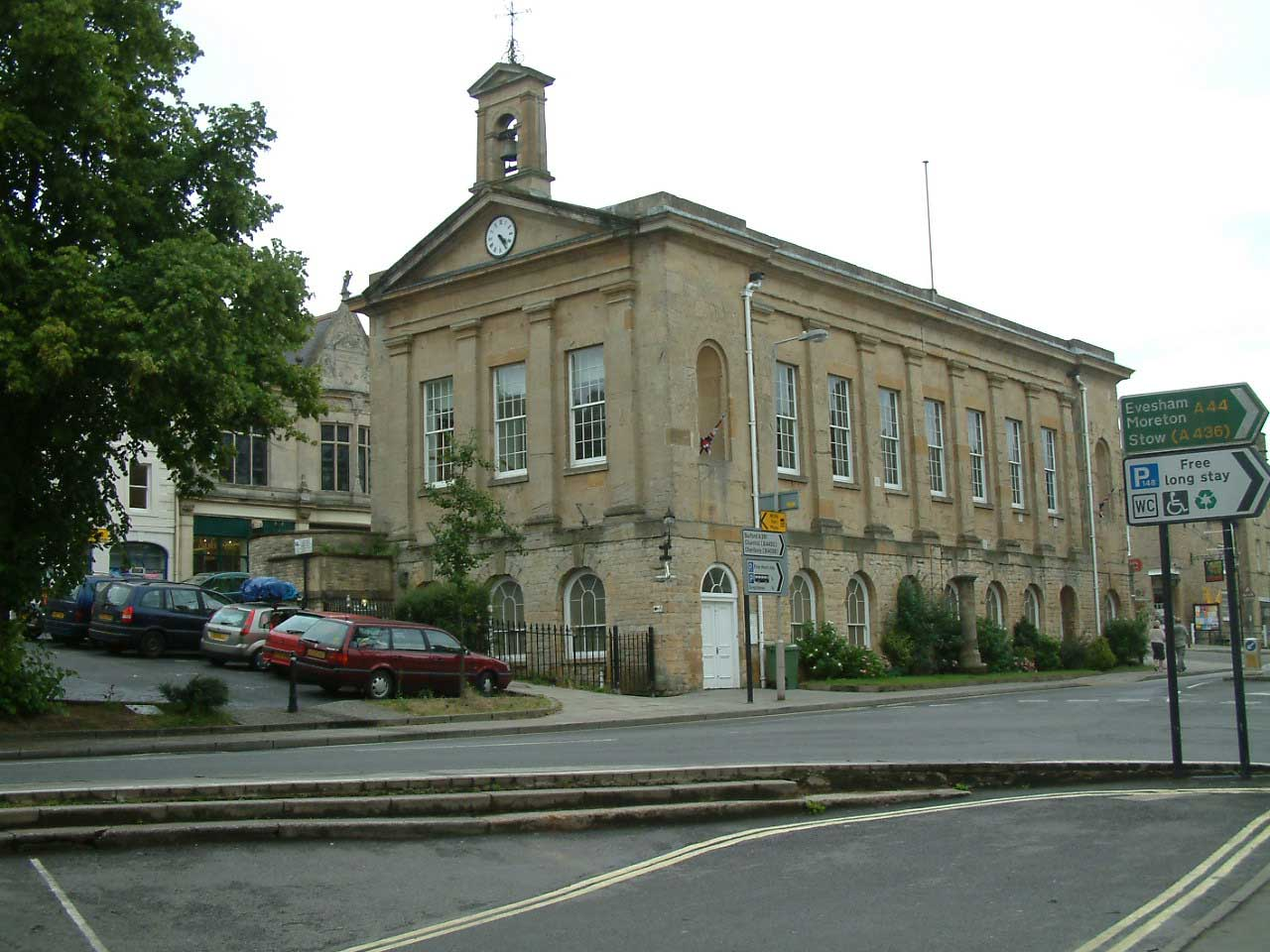
치핑노턴

치핑노턴(Chipping Norton)은 잉글랜드 옥스퍼드셔주의 도시로, 인구는 5,972명이다.

## 같이 보기
- 데이비드 캐머런